# Moroccan Roll
Albums de Les Variations
Take It Or Leave It
(1973) Café de Paris
(1975)
Moroccan Roll (à ne pas confondre avec l'album Morrocan Roll du groupe britannique Brand X de 1977) est le troisième album du groupe de rock français Les Variations. Sorti sur le label Buddah en 1974 l'album a été réédité en 2002 par le label Magic Records en double album avec l'album suivant Café de Paris.
Pour cet album le groupe a un peu changé de style en faisant appel à un violoniste et un organiste. C'est le dernier album du groupe sur lequel chante Jo Leb, déjà ici on ne peut l'entendre que sur quatre titres.

## Titres

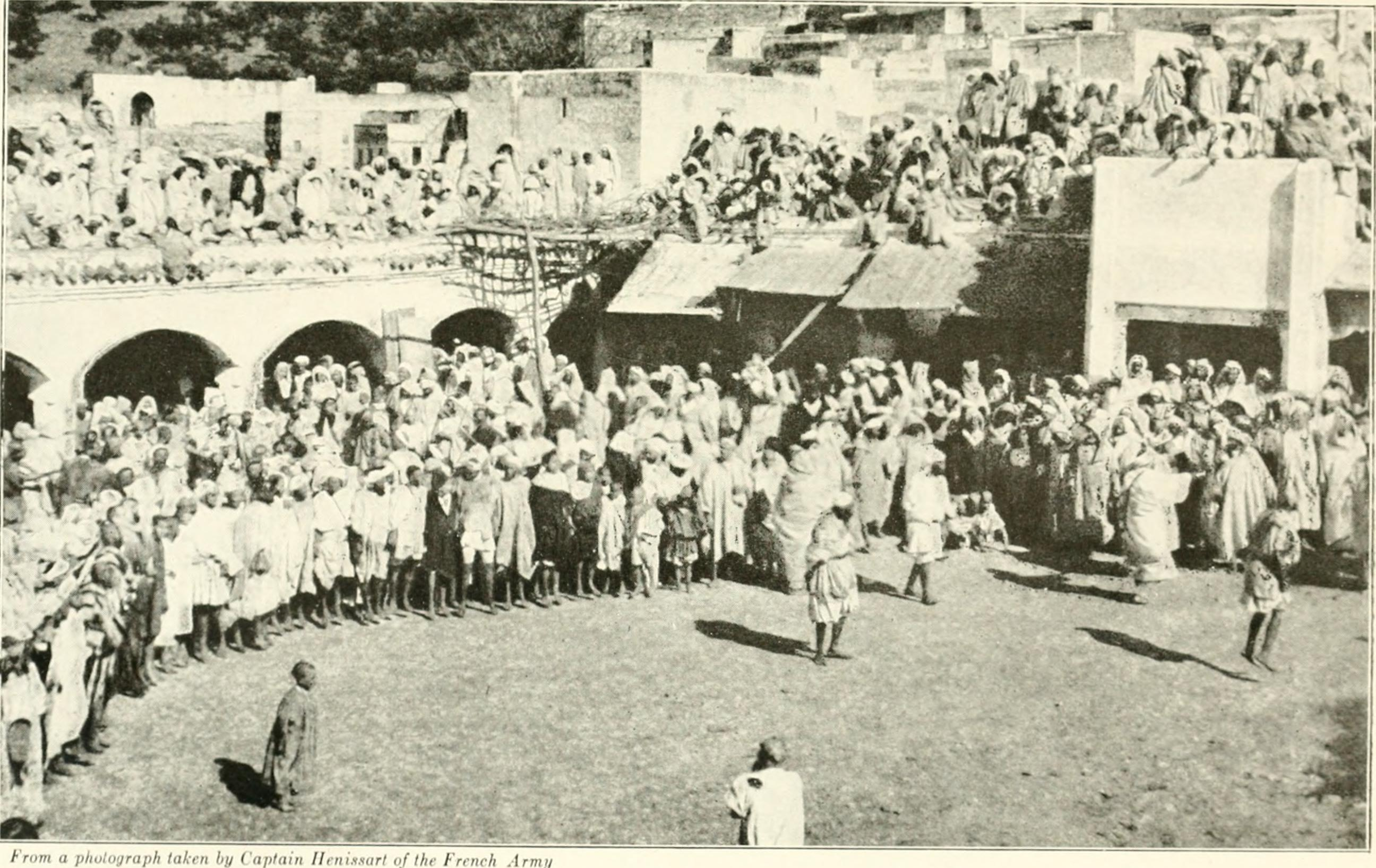

1. Moroccan Roll
2. I Don't Know Why
3. Did It
4. KasbahTadla
5. Growing Stronger
6. Lord (Give Me Money)
7. Leslie Lust
8. Sanglots (Tears)
9. All I Want To Know